# Auderghem
Auderghem (francés) u Oudergem (neerlandés) es uno de los diecinueve municipios de la Región de Bruselas-Capital.
El 1 de enero de 2018, contaba con una población de 34 013 habitantes. Su área total es de 9,03 km², lo que da una densidad de población de 3.767 habitantes por km². Su código postal es 1160.

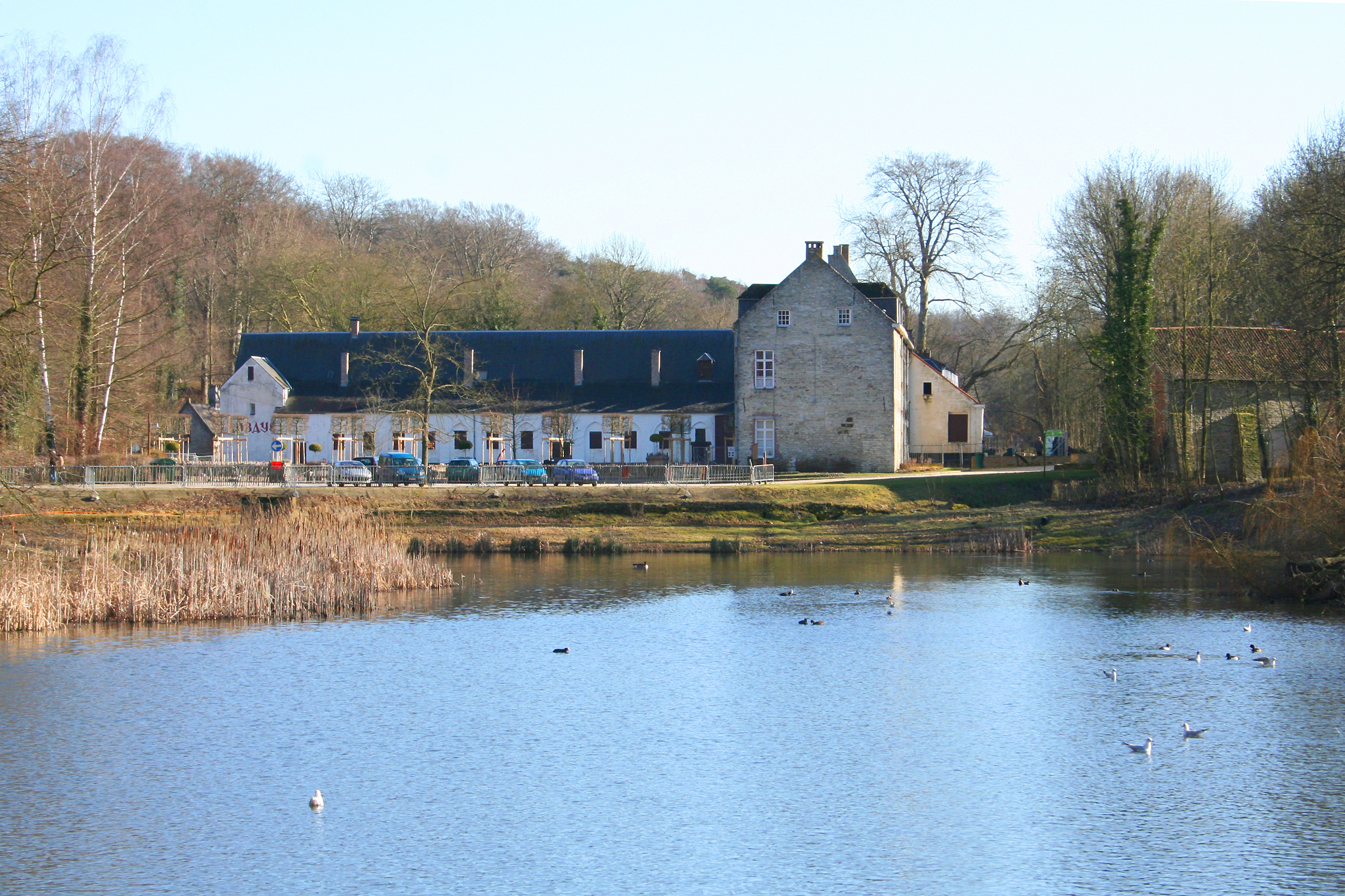
La Abadía de Rouge-Cloître.

Situado al sureste de la ciudad de Bruselas, a lo largo del valle de Woluwe y en la linde del bosque de Soignes, Auderghem es un municipio privilegiado desde el punto de vista medioambiental. A pesar de los grandes ejes de comunicación que lo cruzan y a la intensificación del tráfico rodado, Auderghem ha sabido preservar una parte relativamente importante de su patrimonio natural e histórico: los estanques, la Abadía 

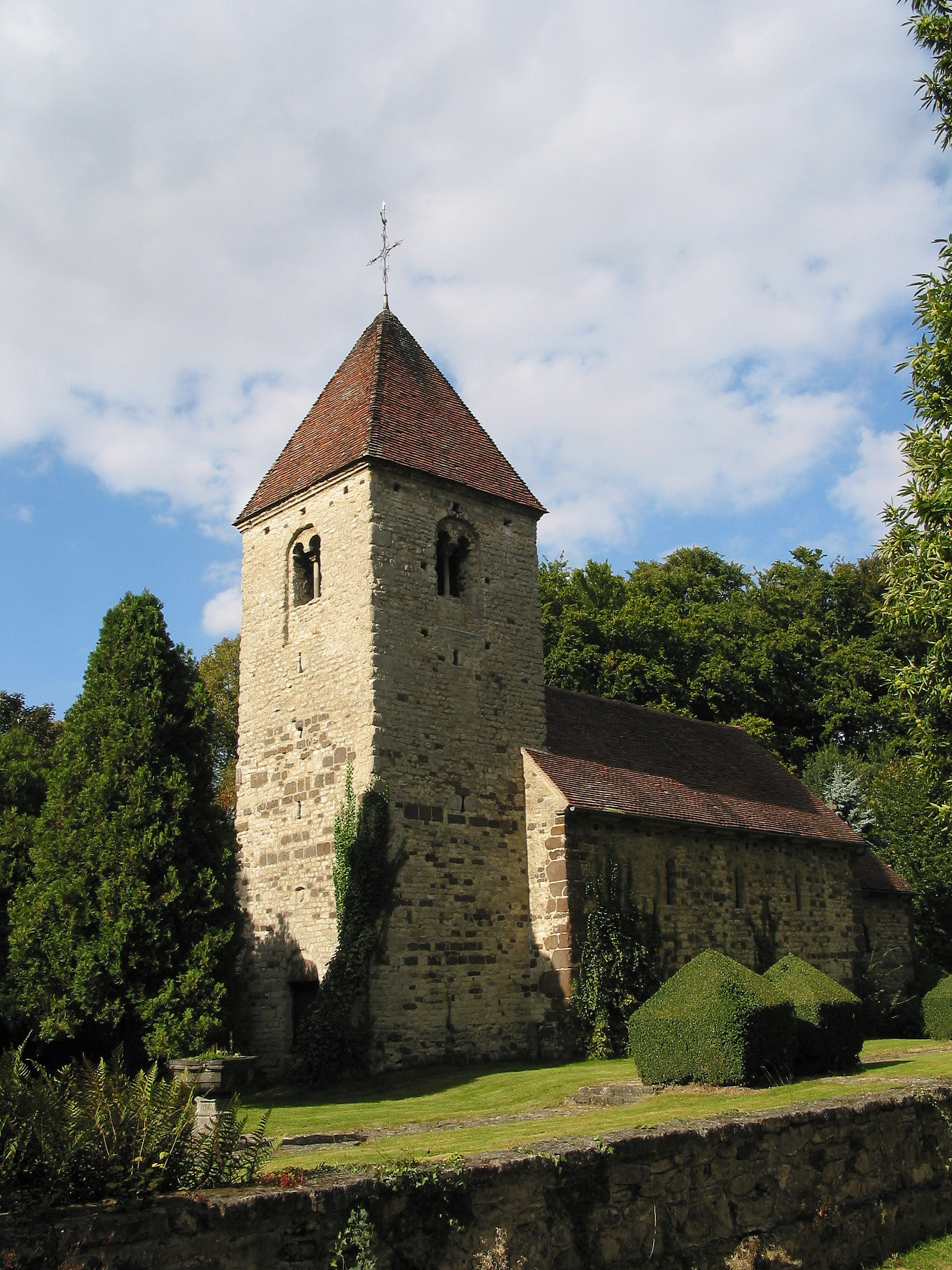
La Capilla de Santa Ana.

de Rouge-Cloître o Rood Klooster (Claustro Rojo) de la familia Beruck y su centro de Arte, el Castillo de la Solitude, el Priorato de Val Duchesse o Hertoginnedal (Valle Duquesa), el Castillo de Trois Fontaines o Drie Fonteinen (Tres Fuentes) y la destacable Capilla de Santa Ana.
Limita con los municipios de Etterbeek, Ixelles, Overijse, Tervuren, Woluwe-Saint-Pierre y Watermael-Boitsfort.

## Demografía

### Evolución
Todos los datos históricos relativos al actual municipio, el siguiente gráfico refleja su evolución demográfica.
| Gráfica de evolución demográfica de Auderghem entre 1846 y 2020 |
|                                                                 |

## Historia
Durante siglos, tres pueblos del bosque (Auderghem, Watermael y Bosvoorde), fueron uno solo. En 1794, los soldados de la Revolución Francesa decidieron dividirlo en tres municipios separados. En 1811, Napoleón decidió reunificar los tres pueblos, por decreto imperial, en una única entidad administrativa. Pero Auderghem fue separado de esta unión por acto real, quedando por la otra parte Watermael-Boitsfort/Watermaal-Bosvoorde. De esta forma, Auderghem adquirió el estatuto de municipio independiente en 1863, con solamente 1600 habitantes.
Con la construcción de la línea de ferrocarril Bruselas-Tervuren así como, en 1910, la construcción del Boulevard du Souverain o Vorstlaan, viene la modernización al municipio y la población crece rápidamente. Alcanzó los 8.000 habitantes a finales de la Primera Guerra Mundial.

## Lugares de interés

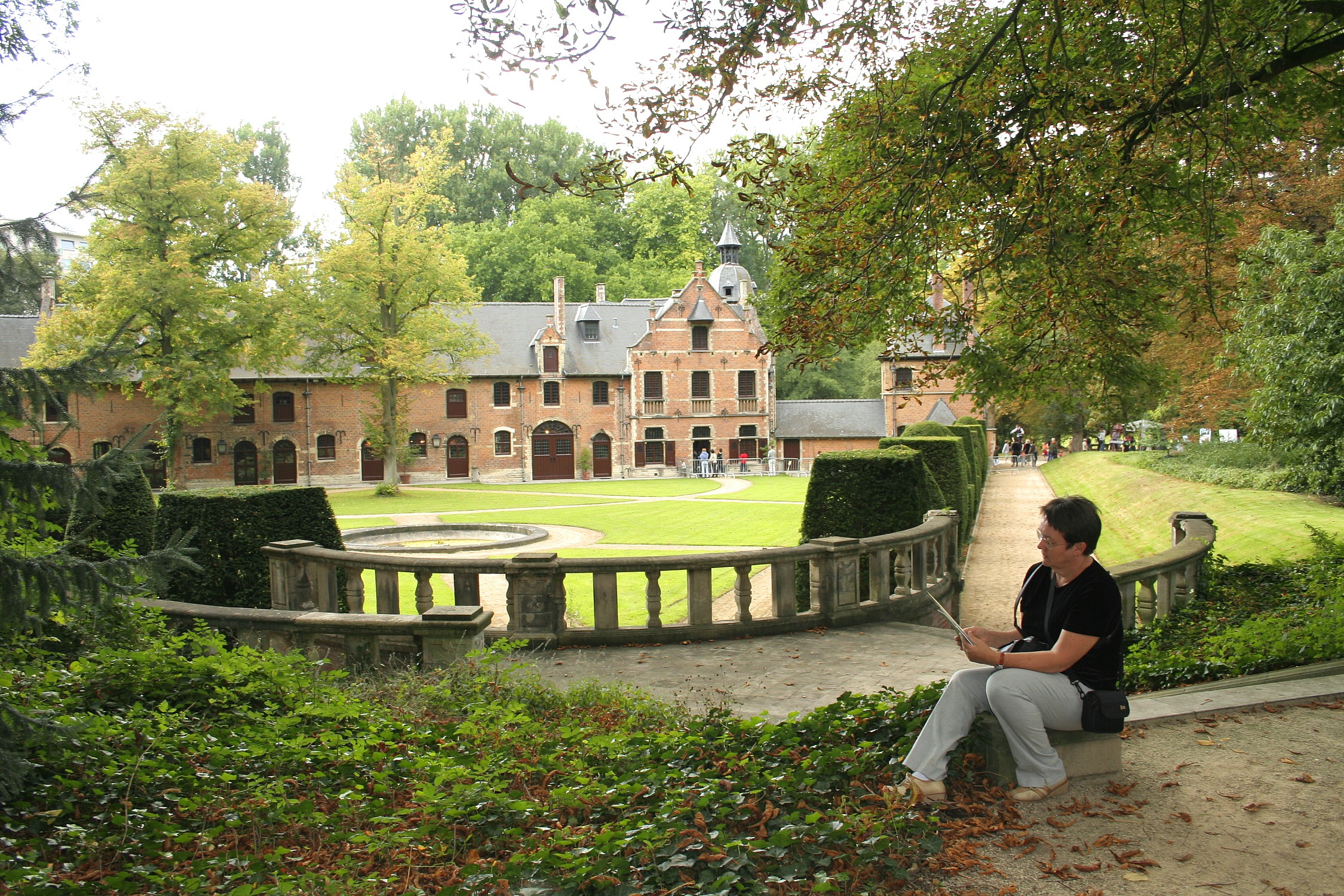
El Priorato de Val Duchesse.

El Priorato de Val Duchesse o Hertoginnedal, un regalo del rey, rara vez se suele abrir al público. En 1963, se reunieron aquí los ministros de Bélgica, sentando las bases de la federalización del país, aunque con unas condiciones que han sido muy criticadas especialmente en determinados círculos nacionalistas flamencos.
Por el contrario, la Capilla de Santa Ana, cuyos orígenes se remontan al siglo XII, sí está abierta al público. Dejó de oficiar actos litúrgicos 1843 y fue vendida varias veces, por haberse construido otra parroquia mejor. Son dignas de admirar las espléndidas esculturas y el mobiliario, que datan de la Edad Media.
El municipio ofrece muchos espacios verdes.

## Ciudades hermanadas
- Choisy-le-Roi (Francia)
- Vallauris (Francia)
- Patmos (Grecia)